# Gaspar e Fernão Ximenes
Gaspar Ximenes e Fernão Ximenes eram dois irmãos que viveram no século XVI, naturais de Lisboa, exemplos de amor fraternal descrito na História Trágico-Marítima. 
Quando a nau Santiago naufragou, no dia 18 de agosto de 1585, após dobrar o Cabo da Boa Esperança, 46 ou 47 sobreviventes conseguiram embarcar num batel. Com tanta gente a bordo era impossível navegar e foi decidido lançar ao mar 17 pessoas. Quando iam a lançar Gaspar Ximenes ao mar, Fernão levanta-se e, puxando o irmão pela roupa, pediu que o lançassem a ele em vez do irmão mais velho, que era como um pai para ele e para as suas irmãs. Assim o fizeram. “Foi esta fineza bem digna de se perpetuar e nunca esquecer na memória dos homens, onde no amor ficou bem mais alta que na amorosa contenda de Pílades e Orestes; porque se devia ver poucas vezes com tanto ânimo dar um irmão a vida por outro, como ele fez; mas como foi obra tão subida e de tanta caridade, não deixou Deus Nosso Senhor a paga para muito longe.” Após seguir o batel a nadar durante três horas, içaram Fernão Ximenes para o batel e salvaram-no de morte certa. .
Em O Barão de Lavos, Abel Botelho compara o Gaspar e Fernão Ximenes a outros grandes modelos de dedicação fraterna, como Castor e Pólux, Pirítoo e Teseu, Pílades e Orestes, Alexandre e Heféstio, Harmódio e Aristógito, os dois filhos de Adiátorix (Diteuto e irmão), os nossos dois Ximenes, Antínoo e Adriano e Pátroclo e Aquiles..